# Conophytum chrisocruxum
Conophytum chrisocruxum är en isörtsväxtart som beskrevs av Steven A. Hammer. Conophytum chrisocruxum ingår i släktet Conophytum, och familjen isörtsväxter. Inga underarter finns listade i Catalogue of Life.